# Cesário Lange
Cesário Lange é um município brasileiro do estado de São Paulo, situada na Região Metropolitana de Sorocaba, na Mesorregião de Itapetininga e na Microrregião de Tatuí. Localiza-se a uma latitude 23º13'36" sul e a uma longitude 47º57'11" oeste, estando a uma altitude de 590 metros. Possui uma área de 190,189 km² e sua população, conforme estimativas do IBGE de 2018, era de 17 915. habitantes. O município é formado pela sede (que inclui o povoado de Torninos) e pelo distrito de Fazenda Velha.

## História

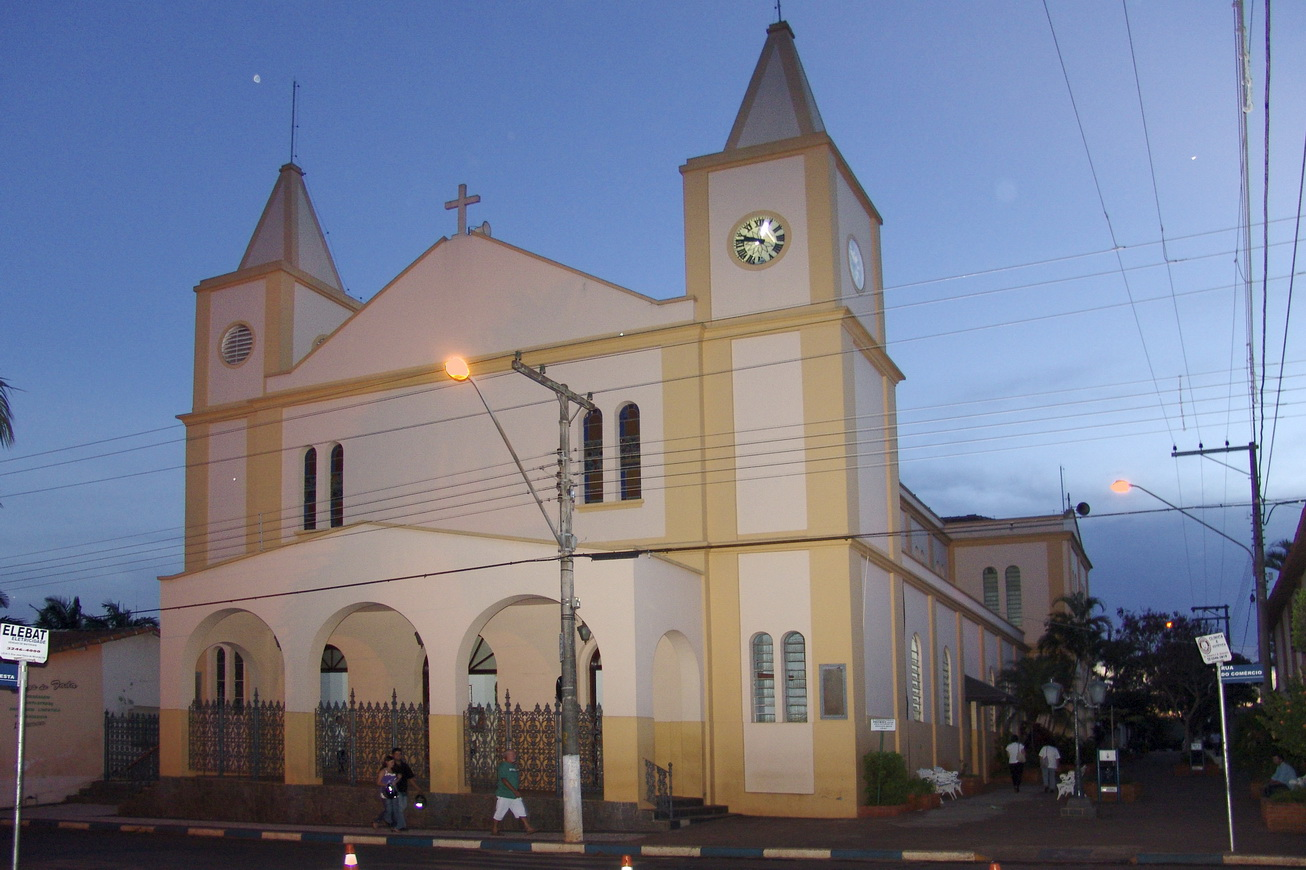
Matriz Igreja Santa Cruz

A localidade, que reunia alguns sertanistas e suas famílias que possuíam terras na região, criaram uma vila, pertencente a cidade de Tatuí, depois da construção da capelinha de "Santa Cruz de Passa-Três", idealizada pelo sertanista João Mendes de Almeida. Oficialmente, a vila foi fundada em 12 de dezembro de 1878 quando foi realizada a primeira missa na capelinha. Em torno desta capela, construíram-se residencias e comercio e formou-se a "Vila de Passa Três" (a denominação é decorrente dos tropeiros que passavam pela região e assim chamavam a localidade pelo fato de atravessarem três córregos: das Pedras, Guarapó e Aleluia).
Em 18 de fevereiro de 1959, foi elevada a categoria de município, pela Lei nº 5.285, e a sua implantação ocorreu em 1 de janeiro de 1960. Sua emancipação política ocorreu apos a assinatura da Lei nº 28, de 19 de agosto de 1966..
A atual denominação é uma homenagem ao professor/diretor da primeira escola da vila: "Cesário Lange Adrien".

## Geografia

### Municípios limítrofes
- - Norte: Laranjal Paulista e Pereiras
  - Sul: Tatuí e Quadra
  - Leste: Cerquilho
  - Oeste: Porangaba
- Altitude: 
  - Média: 590 metros
  - Altitude da sede do município: 605 metros
- Localização: 
  - Região Metropolitana de Sorocaba
  - Distância da São Paulo: 143 km - Rodovia Presidente Castelo Branco – SP 280
  - Distâncias dos municípios limítrofes: 
    - Tatuí 18 km
    - Sorocaba 65 km
    - Pereiras 19 km
    - Botucatu 80 km
    - Porangaba 24 km
    - Conchas 30 km
    - Tietê 55 km
- Região Administrativa Estadual: Sorocaba
- Composição do solo: Podzólico/ vermelho-amarelo/latossol vermelho escuro orto/ terra roxa estruturada e latossol roxo calcário

### Clima
Temperaturas médias
- Mês mais quente + 30 °C
- Mês mais frio + 18 °C

### Hidrografia

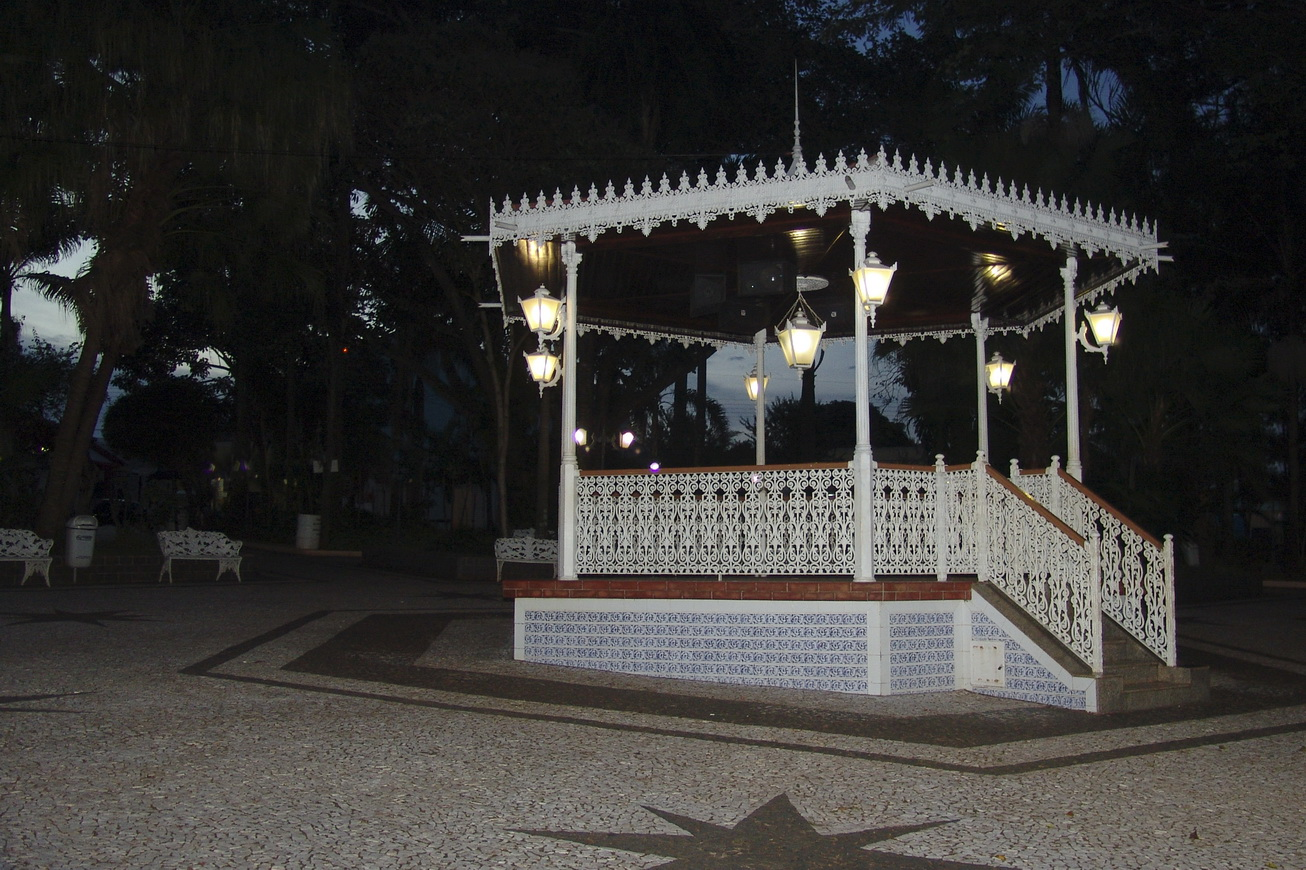
Coreto na praça central

- Rio Sorocaba
- Ribeirão Aleluia
- Ribeirão Guarapó

### Rodovias
- Rodovia SP-280: Rod. Presidente Castelo Branco
- Rodovia SP-143: Cesário Lange/Pereiras – Rod. Mal. Rondon
- Rodovia SP-141: Cesário Lange/Porangaba
- Rodovia SP-127: Cesário Lange/Tatuí
- Rodovia Otávio Pilon: Vicinal Cesário Lange/Cerquilho – Rod. Do Açúcar

## Demografia
Dados do Censo - 2010
População Total: 15.540
- Urbana: 10.492
- Rural: 5.048
- Homens: 8.063
- Mulheres: 7.477

Densidade demográfica (hab./km²): 67,73
Mortalidade infantil até 1 ano (por mil): 14,30
Expectativa de vida (anos): 72,08
Taxa de fecundidade (filhos por mulher): 2,19
Taxa de Alfabetização: 91,50%
Índice de Desenvolvimento Humano (IDH-M): 0,767
- IDH-M Renda: 0,688
- IDH-M Longevidade: 0,785
- IDH-M Educação: 0,829

(Fonte: IPEADATA)

## Política e administração
- Lista de prefeitos de Cesário Lange

## Infraestrutura

### Comunicações
O sistema de telefones automáticos foi inaugurado na cidade em 1974 pela Telecomunicações de São Paulo (TELESP), que também implantou o sistema de discagem direta à distância (DDD) em 1985 com o código de área (0152). Anteriormente a cidade era atendida pela Companhia Telefônica Brasileira (CTB).
Na década de 90 o código DDD da cidade foi alterado para (015), para padronização do sistema telefônico com a telefonia celular que estava sendo implantada em todo o estado.

## Religião
O Cristianismo se faz presente na cidade da seguinte forma:

### Igreja Católica
- A igreja faz parte da Diocese de Itapetininga.[15]

### Igrejas Evangélicas
Entre as igrejas protestantes históricas, pentecostais e neopentecostais, encontram-se na cidade:
- Assembleia de Deus Ministério do Belém.[18][19]
- Congregação Cristã no Brasil.[20]